# Easthampton
Easthampton è una città degli Stati Uniti d'America facente parte della contea di Hampshire nello stato del Massachusetts.